# Гостюжев, Юрий Владимирович
Юрий Владимирович Гостюжев (род. 20 августа 1987, Яблоновский) — российский регбист, игравший на позиции центра (центрального трехчетвертного) или вингера (крайнего трехчетвертного). Известен по играм в составе сборной России по регби-7. Заслуженный мастер спорта России.

## Карьера

### Клубная
Юрий познакомился с регби благодаря преподавателю физкультуры Свирид А. А. в университете КубГТУ в 17 лет (2004 г.). Первые тренировки проходили в СОШ № 82.
В 2006 году Юрий заключил контракт с краснодарским Югом и продолжил развивать свои навыки, а в 2012 году, после интереса к игроку со стороны «Енисея», подписал соглашение на два года с СТМ. После истечения контракта возвращается обратно. Самое значимое достижение за это время в клубе — финал Кубка России по регби 2016.

### В сборной
В 2007 г. начал играть за сборную России по регби-7, в составе которой стал победителем Универсиады-2013, а также многократным чемпионом Европы. Выступал на турнирах Мировой серии.

## Достижения
- Регби:
  -  Чемпион России — 2012

- Регби-7:
  -  Чемпионом России по регби-7 — 2008, 2009, 2010, 2013, 2015
  -  Обладатель Кубка России по регби-7 — 2007, 2009, 2010, 2014
  -  Обладатель Кубка Европейских чемпионов по регби-7 — 2016

- Регби-7 (сборная):
  -  Чемпионат Европы по регби-7 — 2007, 2009, 2016, 2017
  -  Универсиада — 2013